# カリフォルニア州立大学ノースリッジ校
カリフォルニア州立大学ノースリッジ校（英語: California State University, Northridge）は、カリフォルニア州ロサンゼルス郡ノースリッジに本部を置くアメリカ合衆国の州立大学。1958年創立、1958年大学設置。大学の略称はCSUN/Cal State Northridge/。カリフォルニア州立大学（California State University）システム系列の23大学の内の一校であり、15番目に設立された。カリフォルニア州立大学システムの中でカリフォルニア州立大学ロングビーチ校に次いで2番目、カリフォルニア州の全大学の中で4番目の規模を誇る。大学の略称はCSUN（シーサン）と呼ばれる。64の分野で学士号、52の分野で修士号、そして教育学部で博士号を供給する（専攻の数は300を超える）。現在約3万6千人の学生、そして4千人近い教員及び職員が在籍している。
マスコットはマティー（Matty）と呼ばれるマタドールである。校色は赤と黒。

## 概要
カリフォルニア州立大学ノースリッジ校（以下CSUNとする）は9つのカレッジから構成される:
- Mike Curb College of Arts, Media & Communication (芸術学)
- College of Business & Economics (経営、経済学)
- Michael D. Eisner College of Education (教育学)
- College of Engineering & Computer Science (工学、情報科学)
- College of Health & Human Development (人間発達学)
- College of Humanities (人文科学)
- College of Science & Mathematics (科学、数学)
- College of Social & Behavioral Sciences (社会学)
- Roland Tseng College of Extended Learning

## 特徴
前述の専攻の他にCSUNは聴覚障害研究という珍しい学科が存在する。キャンパス内に障害センター（Center on Disabilities）と言われる施設があり、障害者の受け入れにも積極的である。聴覚障害を持つ者でもAmerican Sign Language（アメリカ式手話）を取得していれば入学が可能、そして個人が必要とするケアが学校から提供される（手話通訳、ノート代筆、点字の教材等）。現在1千人に近い様々な障害を持つ学生（内200人程は聴覚障害）がCSUNで学んでおり、障害者向けの高等教育機関としてもギャローデット大学等と並び高く評価されている。毎年３月にCSUNが開催する技術と障害会議（Technology and Persons with Disabilities Conference）は世界最大規模の障害研究に関する催し物である。

## ランキング

### 近年のランキング
2006年6月にアメリカ国立科学財団がアメリカ国内550以上の大学で博士号を取得する意思のある大学院生に対して行った調査においてCSUNは全米で2位にランクされた。（1995年〜2004年調査データに因る。）
USニューズ&ワールド・レポートの2005年の"America's Best College"のリストにおいてCSUNのCollege of Engineering & Computer Science（工学、情報科学）は39位にランクされた。
単なる"音楽専攻"ではなくジャズ研究、音楽療法、音楽産業、音楽教育、楽器学等、幅の広い分野をカバーするCSUNの音楽学部は全米でトップ25位内にランクされ国際的にも評価が高く、アメリカ西側で最大規模を誇る。

### 過去のランキング
1997年にアメリカ国立科学財団はCSUNの工学、情報科学部を全米529の大学の中で1位にランクした。これはCSUNで学士号を取得した者の多くが博士号まで修了する傾向が多い事が評価された結果である。

## 人種構成
|                                | 学士  |
| ------------------------------ | ----- |
| アフリカ系アメリカ人           | 9.0%  |
| アジア系アメリカ人             | 12.5% |
| ヨーロッパ系アメリカ人（白人） | 30.1% |
| ラテン系アメリカ人             | 25.9% |
| ネイティブ・アメリカン         | 0.4%  |
| 外国籍                         | 5.2%  |
| 人種不明                       | 13.9% |

人種構成は白人が最も多く次ぎにヒスパニック系の生徒が多くを占める。他の州立大学同様州内の生徒、もしくは州内のコミュニティーカレッジから編入して来る生徒を優先的に受け入れる。外国籍生徒の受け入れにも積極的である。
学費は州内の生徒で年間3千5百ドル〜4千ドル、州外もしくは外国籍の生徒は1万3〜4千ドルである（カリフォルニアの財政悪化により年々上昇している）。但したとえ州外からの生徒であっても、アメリカ国籍もしくは永住権取得者でカリフォルニア州内に２年以上居住歴がある場合は州内からの生徒と同様の待遇が受けられる。

## グループ、組織

### ジャズ研究科
音楽学部の中でもジャズ研究科はボビー・シュー、グレッグ・ビソネット、ジョン・ピザノ、デレク・オレス等、有能な講師陣が揃っており、その内の数名はカリフォルニア芸術大学でも教鞭を執っている。2004から2005年にかけてはフレディ・ハバードがアーティスト・イン・レジデンスとして定期的にマスタークラスを開講していた。
数あるアンサンブルの中でもジャズＡバンド［CSUN音楽学部が有する3つのジャズビッグバンド（Ａ、Ｂ、Ｃバンド）のうちの1つ］は米国のカレッジジャズバンドの中で非常に高い評価を受けている。定期的にジャズフェスティバルやロサンゼルス近郊のジャズクラブ等で演奏し、レコーディングもしている。近年ヨーロッパや中国等での海外公演も成功させた。

### KCSNラジオ
CSUNが運営するラジオ局。iPhoneのCSUN mobileというフリーアプリケーションの中でも聴く事が出来る。チャンネルはFM88.5。クラシック、ジャズからポップスまで幅広い音楽を放映する。KSCNラジオ

### デイリー・サンダイアル
CSUNの大学新聞である。独立経営されており、主にジャーナリズム専攻の生徒によって運営されている。
初版は1958年、大学の設置と同年に発刊され50周年を迎えた。

### スポーツ
18のスポーツチームがある。男女共に存在する競技はバスケットボール、クロスカントリー、ゴルフ、サッカー、水泳、陸上競技、バレーボールである、一方でフットボールチームは存在しない。更に男子野球、女子ソフトボール、テニス、水球等がある。
CSUNのマスコットがマティー（Matty）と名付けられたマタドールの為、スポーツチームはしばしばマタドールズ（英語の発音ではマタドアーズ）と呼ばれる。

### 地震防災研究

建物モデルの同時テスト：適切なモデルは地震保護装置にあります 。

## キャンパス

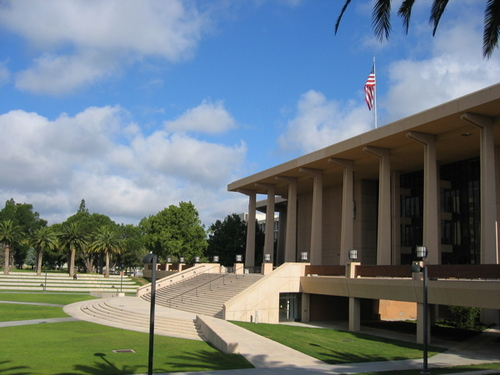
Oviatt 図書館

キャンパスは356ヘクタールと広大で、敷地内に学生寮、フィットネスセンター、カフェテリア、ゲームルーム（ビリヤードやアーケードゲーム）、いくつもの立体駐車場、図書館等が存在する。
CSUNで最大のOviatt図書館は21,805平方メートルの大きさで、所蔵資料は約130万になる。
一年を通してMatador Nights等、様々なイベントがキャンパス内で行われる。

## 主な卒業生

### 映画、演劇
- ディアン・ブレイ - 女優（聴覚障害を持つ）
- リチャード・ドレイファス - 俳優（ジョーズ、スタンド・バイ・ミー、等）
- ジェナ・エルフマン - 女優（ふたりは最高! ダーマ&グレッグ、等）
- ジョン・C・ハイク - 声優・俳優・シンガーソングライター
- ロバート・イングランド - 俳優（エルム街の悪夢シリーズ、等）
- テリー・ガー - 女優・声優（フレンズ、ER緊急救命室、等）
- アリソン・ハニガン - 女優（バフィー 〜恋する十字架〜、アメリカン・パイ、等）
- フィル・ハートマン - 俳優・声優・コメディアン・脚本家（ジングル・オール・ザ・ウェイ、魔女の宅急便、等）
- チーチ・マリン - 俳優・コメディアン（スパイキッズ、カーズ、等）
- チャールズ・マーティン・スミス - 俳優・脚本家・映画監督（ディープ・インパクト、アンタッチャブル、等 ）
- エヴァ・メンデス - 女優（ワイルド・スピードX2、ゴーストライダー、等）
- デブラ・ウィンガー - 女優（愛と青春の旅立ち、愛と追憶の日々、等）
- ジョアン・チェン - 女優・映画監督（ラストエンペラー、等）
- デヴィッド・ウォルド - スタントマン
- トッド・ブリッジス - 俳優（アーノルド坊やは人気者、等）
- ラリー・ウィルコックス - 俳優（白バイ野郎ジョン＆パンチ等）

### 音楽
- ポーラ・アブドゥル - 歌手・ダンサー（アメリカン・アイドル審査員）
- ジョン・デンスモア（ドアーズ）- ドラマー
- マイク・エリゾンド - プロデューサー（エミネム、アラニス・モリセット、P!NK、等）
- リーランド・スカラー - ミュージシャン
- アンディ・サマーズ（ポリス）- ギタリスト・ミュージシャン
- サージ・タンキアン（システム・オブ・ア・ダウン）- ボーカリスト
- 佐藤賢太郎 - 作曲家・指揮者
- ダイアン・ウォーレン - ソングライター

### スポーツ
- フローレンス・グリフィス＝ジョイナー - 陸上競技選手（女子陸上100m、200m世界記録保持者）
- アダム・ケネディ - 野球選手
- キャメロン・ロー - 野球選手
- 高橋マイケル - バスケットボール選手[7]
- マイケル・オウ - バスケットボール選手[8]
- サン・シャオ - バスケットボール選手[9]

### 政治
- リンダ・リングル - 政治家・ハワイ州知事
- ダグ・エムホフ - セカンドジェントルマン・弁護士

### ビジネス関連
- エリー・デケル - 元サバン・ブランド社長